# 利廷區
利廷區（烏克蘭語：Літинський район）是烏克蘭西南部文尼察州的舊區，行政中心为利廷，並於2020年被撤銷。該區面積960平方公里，2013年人口36,539，人口密度每平方公里38.06人。